# Rocketdyne
Rocketdyne was een bedrijf in de Verenigde Staten dat raketmotoren met vloeibare brandstof ontwikkelde en produceerde. Rocketdyne had vestigingen in West Palm Beach Florida; Huntsville Alabama; het Kennedy Space Center, Florida; en Stennis Space Center, Mississippi. Het bedrijf werd in 1955 opgericht als divisie voor de ontwikkeling van rakettechnologie van North American Aviation.
Tussen 2005 en 2013 was Rocketdyne een divisie van Pratt & Whitney en heette Pratt & Whitney Rocketdyne. Pratt & Whitney, is zelf een onderdeel van United Technologies Corporation, met hoofdkwartier in Canoga Park Californië.
Pratt & Whitney Rocketdyne werd in 2013 overgenomen door Gen Corp dat het met Aerojet fuseerde tot Aerojet Rocketdyne. Gen Corp veranderde daarop zijn naam in Aerojet Rocketdyne Holding Inc.

## Bekende raketmotoren van Rocketdyne
- F-1, hoofdmotor Saturnus V
- LR-89, en LR105, booster- en sustainer-motor van de Atlas
- H-1, (hoofdmotor Saturnus I en Saturnus IB)
- RS-27 en RS-27A, hoofdmotoren voor Delta en Delta II doorontwikkeld uit de H-1
- RS-25, hoofdmotoren van de Spaceshuttle en later aangepast voor het Space Launch System
- RS-56-OBA en RS-56-OSA, booster- en sustainer-motoren Atlas II, doorontwikkeling van de RS-27
- RS-68 en RS-68A, hoofdmotor Delta IV
- RL10, upperstage-motor van de Saturnus I, Centaur (Atlas-Centaur) en Titan-Centaur) en Delta IV en als hoofdmotoren van de experimentele DC-X
- J-2, Upperstage motor diverse varianten zijn gebruikt voor tweede trap Saturnus IB en tweede en derde trap Saturnus V
- J-2X, de nooit in gebruik genomen motor die werd ontwikkeld voor de upperstages van de Ares I en Ares V, technisch gezien eerder een verkleinde versie van de RS-25 dan een opvolger van de J-2

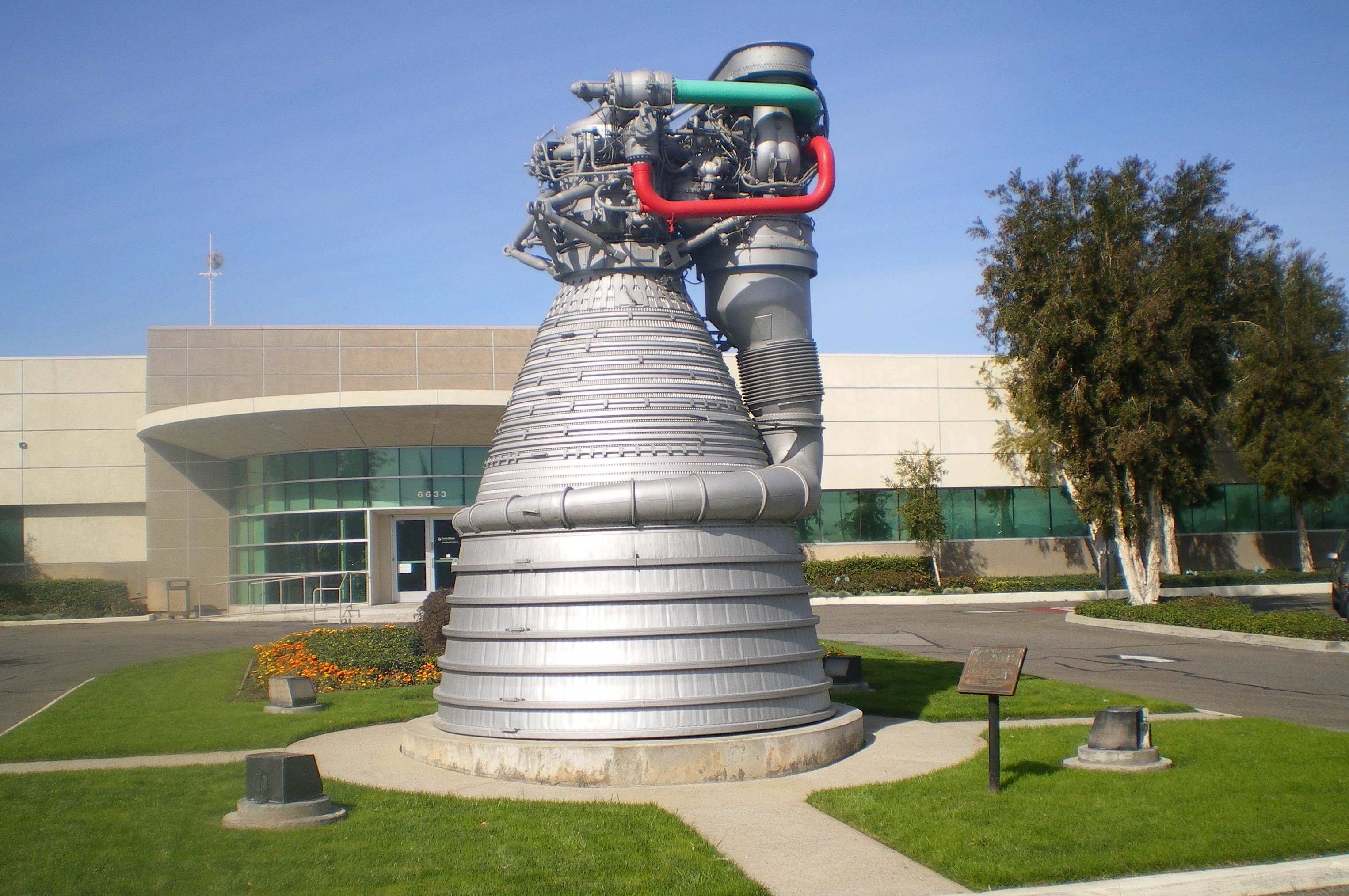
de Rocketdyne F-1-motor ingang van de hoofdzetel van de Rocketdyne divisie
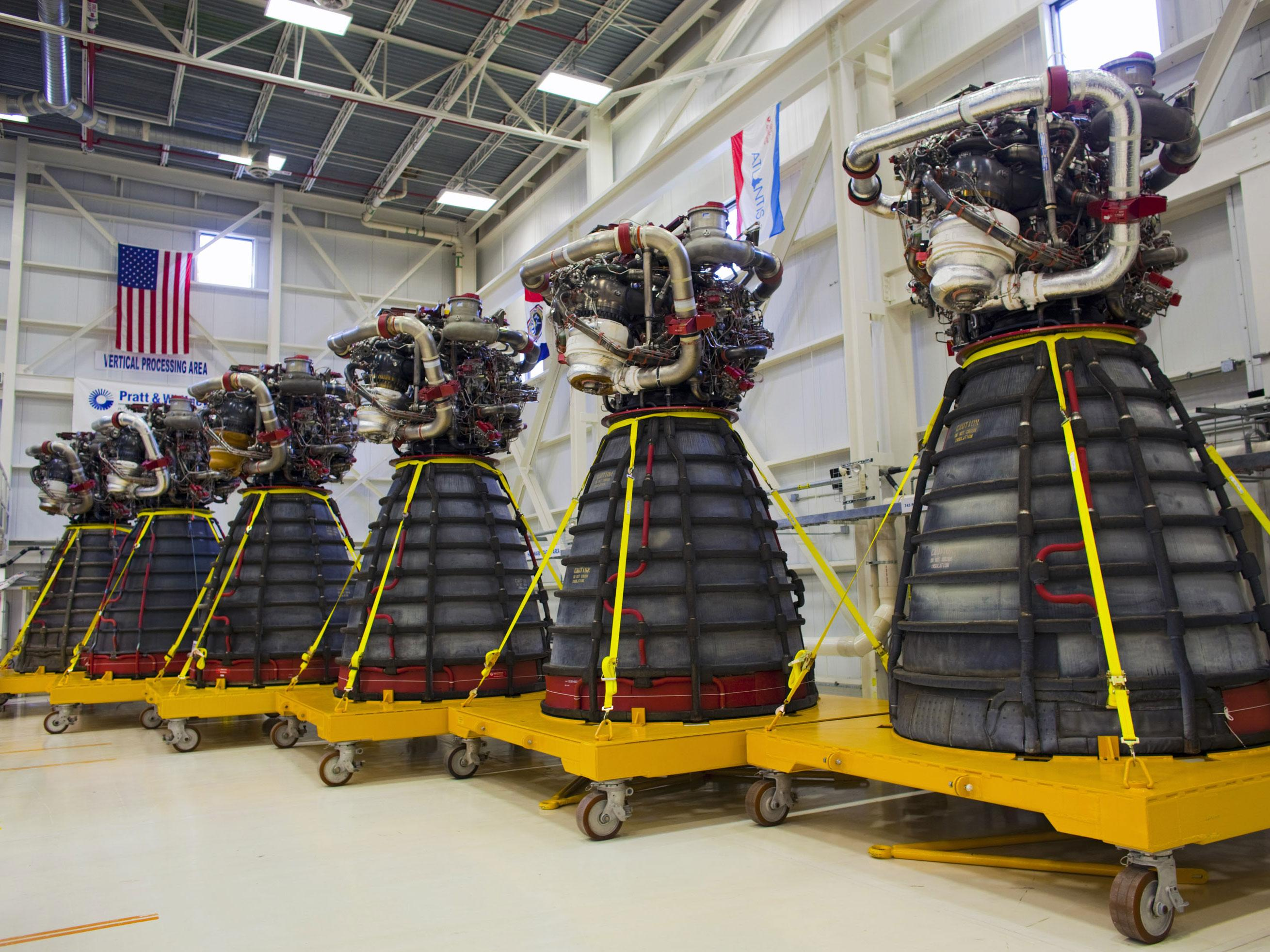
RS-25D motoren voor Space Shuttle missies STS-134 en STS-135
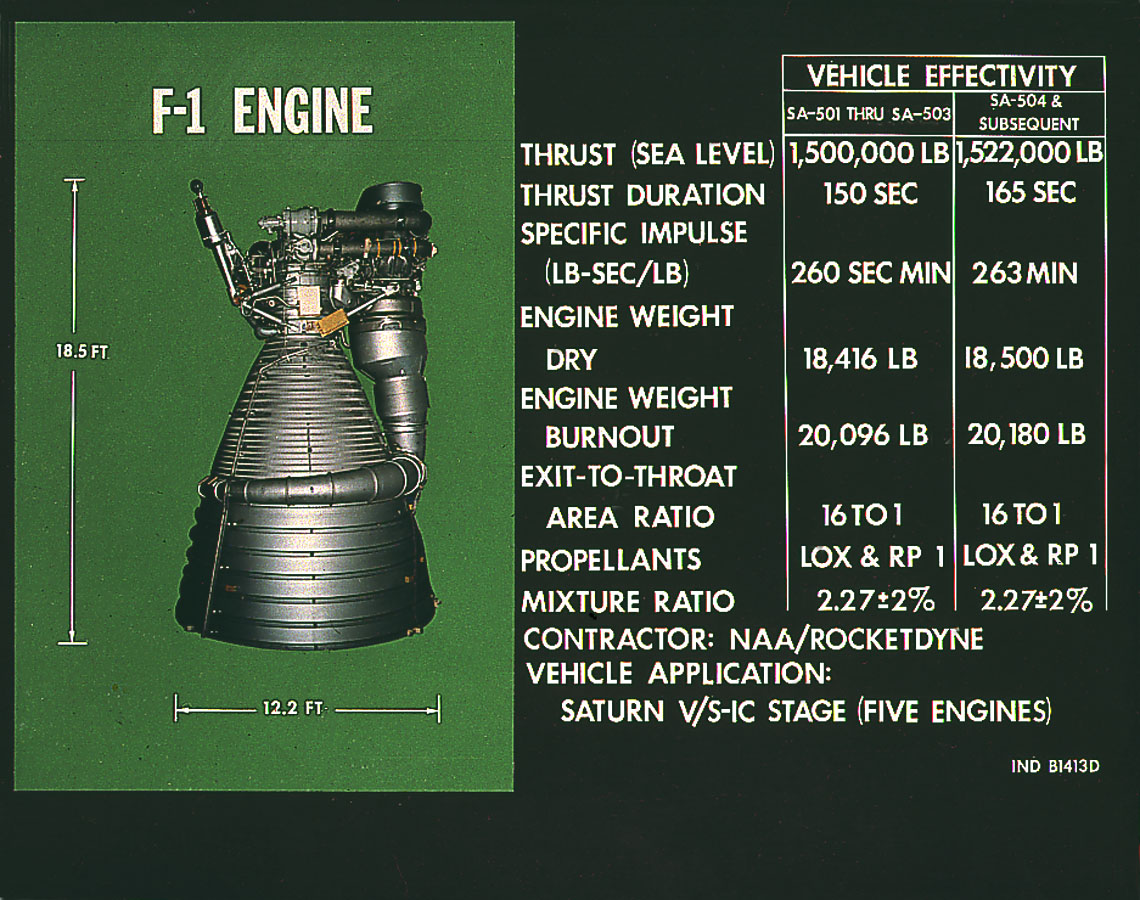
specificaties van de Saturnus V F-1 motoren
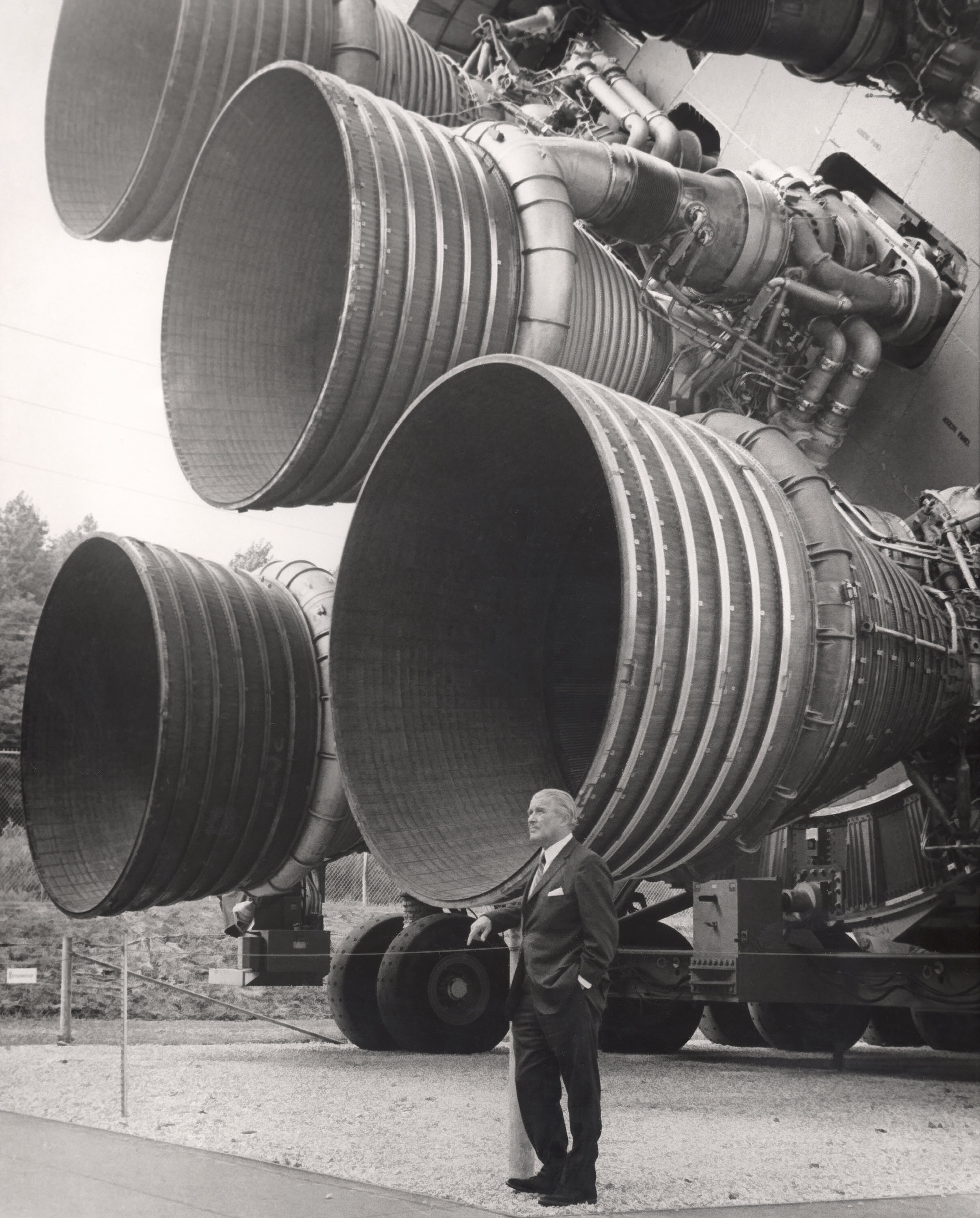
Werner Von Braun voor een Saturnus V met 5 F-1 motoren